# Том Вејтс
Томас Алан `Том` Вејтс (енгл. Thomas Alan `Tom` Waits; Помона, 7. децембар 1949) је амерички музичар и композитор.
Певач специфичног гласа, писао је и текстове у којима често помиње митске ликове и места, док му је музички стил јединствена мешавина рока, блуза, џеза и позоришне музике. Вејтс има велики утицај на мноштво других аутора и композитора.
Неке његове песме су постале познате тек након што су их обрадили други музичари, попут Jersey Girl коју је снимио и Брус Спрингстин, или Tom Traubert's Blues која је познатија у извођењу Рода Стјуарта. Вејтс је освојио Награду Греми за своја два албума.
Уз солистичка издања, писао је музику за филмове и музичке комедије, а окушао се и као глумац. Неки од филмова у којима је глумио су Кафа и цигарете и Под ударом закона Џима Џармуша, као и Дракула Френсиса Форда Кополе.
Ожењен је умјетницом Кетлин Бренан која је његов дугогодишњи сарадник и повремени текстописац.
Вејтс је 2011. примљен у Дворану славних рокенрола, посвећену најутицајнијим уметницима у рокенролу.

## Дискографија
- 1973 —
- 1974 —
- 1975 —
- 1976 —
- 1977 —
- 1978 —
- 1980 —
- 1983 —
- 1985 —
- 1987 —
- 1988 —
- 1992 —
- 1993 —
- 1999 —
- 2002 —
- 2002 —
- 2004 —
- 2006 —
- 2009 —
- 2011 —